# شعارات الحركة الدولية للصليب الأحمر والهلال الأحمر

قدمت الحركة شعارها المتعدد اللغات باللغات الإنجليزية والفرنسية والإسبانية والعربية والصينية والروسية في 2016، بالإضافة إلى أعلام الجمعيات الفردية واللجنة الدولية للصليب الأحمر.

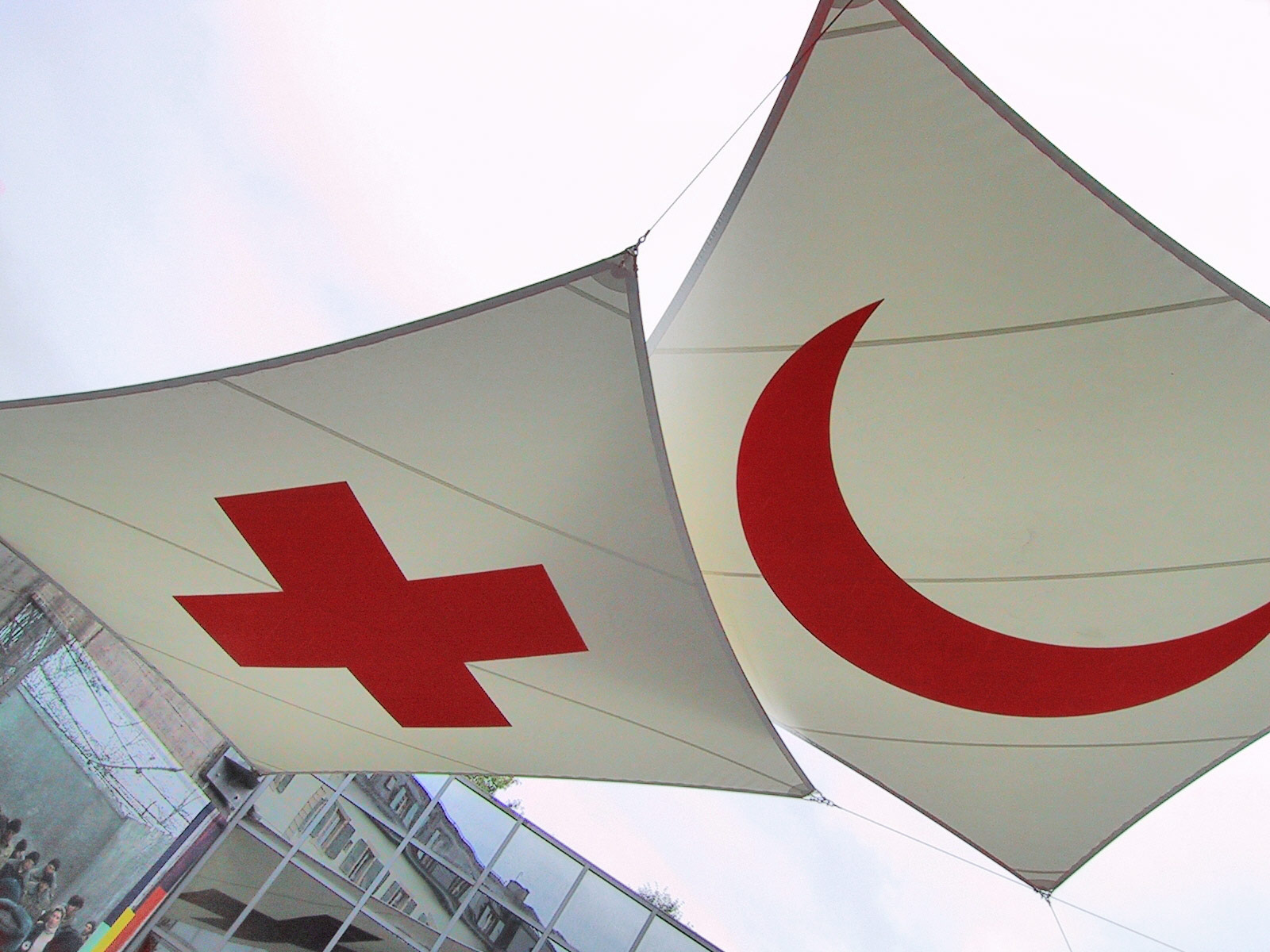
رموز الحركة. شعارا الصليب الأحمر والهلال الأحمر بمتحف الصليب الأحمر والهلال الأحمر الدولي في جنيف. وقد انضم إليهما مؤخراً شعار الكريستال الأحمر.

شعار اللجنة الدولية للصليب الأحمر

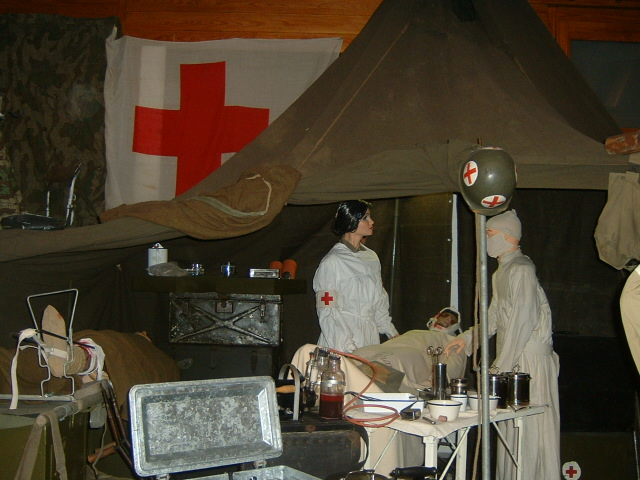
إن العاملين في المجال الطبي أثناء النزاعات المسلحة يقومون بأعمال إنسانية كـ«أشخاص محميون» بموجب القانون الدولي الإنساني. وسواء كانوا عسكريين أو مدنيين، فإنهم يعتبرون غير مقاتلين ولا يجوز مهاجمتهم أو أسرهم من قبل أطراف النزاع. وهم يستخدمون علامة حماية مثل الصليب الأحمر أو الهلال الأحمر أو الكريستال الأحمر. إن مهاجمة العاملين في المجال الطبي أو المركبات أو المباني التي تحمل إحدى هذه العلامات الواقية يعد جريمة حرب.

يتعين على جميع العاملين في المجال الطبي والإنساني ارتداء شعارات الحركة الدولية للصليب الأحمر والهلال الأحمر بموجب اتفاقيات جنيف، كما يتعين عليهم عرضها على مركباتهم ومبانيهم أثناء وجودهم في منطقة حرب نشطة، ويجب على جميع القوات العسكرية العاملة في منطقة حرب نشطة ألا تهاجم الكيانات التي تحمل هذه الشعارات. وتعترف الحركة الدولية للصليب الأحمر والهلال الأحمر بأربعة شعارات للحماية، ثلاثة منها قيد الاستخدام: الصليب الأحمر (المعترف به منذ 1864)، والهلال الأحمر (المعترف به منذ 1929)، والأسد والشمس الأحمران (المعترف بهما منذ 1929؛ غير مستخدمين منذ 1980)، والكريستال الأحمر (المعترف به منذ 2005).
كان الصليب الأحمر هو شعار الحماية الأصلي الذي أُعلن عنه في اتفاقية جنيف الأولى في 1864. أما الهلال الأحمر، الذي استخدمته الدولة العثمانية لأول مرة في سبعينيات القرن التاسع عشر، والأسد والشمس الأحمران [الإنجليزية]، اللذان استخدما فقط في إيران بين عامي 1924 و1980، فقد اعُترف بهما رسمياً كشعار للحماية بعد تعديل عام 1929 لاتفاقيات جنيف. أدى الجدل الناجم عن رفض الحركة المتتالي لنجمة داوود الحمراء، التي تأسست في 1899 واقتصر استخدامها في إسرائيل، إلى إنشاء الكريستال الأحمر كشارة الحماية الرابع بتصويت في 2005. أعلنت الحركة في 2006، أنها اعتمدت رسمياً الكريستال الأحمر كرمز محايد وأنها تعترف رسمياً أيضاً بنجمة داوود الحمراء الإسرائيلية إلى جانب جمعية الهلال الأحمر الفلسطيني.
أصبح رمز الصليب الأحمر في الثقافة الشعبية شعاراً عاماً يمكن التعرف عليه للطب، ويرتبط عادةً بالإسعافات الأولية أو الخدمات الطبية أو المنتجات أو المهنيين؛ لقد استُخدم بشكل غير قانوني في الألعاب والأفلام وألعاب الفيديو، خارج سياقه المحدد. واستُخدمت المشتقات والبدائل بدلاً عنه، بعد اعتراضات من الحركة. بالإضافة إلى ذلك، سجلت شركة جونسون آند جونسون الرمز لمنتجاتها الطبية. أدى الاستحواذ على الرمز إلى مزيد من السخط بسبب ممارسة المستشفيات وفرق الإسعافات الأولية ودوريات التزلج في الولايات المتحدة بعكس الرمز إلى صليب أبيض على خلفية حمراء - وبالتالي التراجع عن الفكرة الأصلية لشعار الصليب الأحمر، أي عكس العلم السويسري - وبالتالي الإيحاء بشكل غير لائق بالانتماء إلى سويسرا.

## رموز الحركة

### رموز الحماية مقابل الشعارات التنظيمية
إن الرموز الموضحة أدناه لها معنيان مختلفان بشكل مميز. فمن ناحية، تعمل الرموز المرئية للصليب الأحمر والهلال الأحمر والأسد والشمس الأحمران والكريستال الأحمر كعلامات حماية في النزاعات المسلحة، وهو الدلالات التي تشتق من اتفاقيات جنيف وتحددها. وهذا ما يسمى بالاستخدام الوقائي للرموز. ومن ناحية أخرى، تستخدم هذه الرموز كشعارات مميزة من قبل المنظمات التي تشكل جزءاً من الحركة الدولية للصليب الأحمر والهلال الأحمر. وهذا هو الاستخدام الإرشادي للشعارات، وهو المعنى المحدد في النظام الأساسي للحركة الدولية وجزئياً في البروتوكول الإضافي الثالث.
وتُستخدم الرموز باعتبارها رمزاً للحماية في النزاعات المسلحة لتمييز الأشخاص والأشياء (المباني والمركبات وما إلى ذلك) التي تعمل وفقاً لقواعد اتفاقيات جنيف. ويمكن استخدامها أيضاً ضمن هذه الوظيفة من قبل المنظمات والأشياء التي ليست جزءاً من الحركة الدولية للصليب الأحمر والهلال الأحمر، على سبيل المثال الخدمات الطبية للقوات المسلحة والمستشفيات المدنية ووحدات الدفاع المدني. وباعتبارها رموز حماية، ينبغي استخدام هذه الشعارات دون أي مواصفات إضافية (نصية أو غير ذلك) وبطريقة بارزة تجعلها مرئية وقابلة للملاحظة قدر الإمكان، على سبيل المثال باستخدام أعلام بيضاء كبيرة تحمل الرمز. وقد جرى تعريف أربعة من هذه الرموز، وهي الصليب الأحمر والهلال الأحمر والأسد والشمس الأحمران والكريستال الأحمر، في اتفاقيات جنيف وبروتوكولاتها الإضافية كرموز للاستخدام الوقائي.
تشير هذه الرموز فقط، عند استخدامها كشعار تنظيمي، إلى أن الأشخاص والمركبات والمباني وما إلى ذلك التي تحمل الرموز تنتمي إلى منظمة محددة تشكل جزءاً من الحركة الدولية للصليب الأحمر والهلال الأحمر (مثل اللجنة الدولية للصليب الأحمر أو الاتحاد الدولي أو الجمعيات الوطنية للصليب الأحمر والهلال الأحمر). وفي هذه الحالة، ينبغي استخدامها مع مواصفات إضافية (على سبيل المثال «الصليب الأحمر الأمريكي»") وعدم عرضها بارزة كما هو الحال عند استخدامها كرموز حماية. ويمكن استخدام ثلاثة من هذه الرموز، وهي الصليب الأحمر والهلال الأحمر والكريستال الأحمر، لأغراض إرشادية من قبل الجمعيات الوطنية لاستخدامها في بلدانها الأصلية أو في الخارج. بالإضافة إلى ذلك، يمكن استخدام نجمة داود الحمراء من قبل جمعية ماغن دافيد أدوم الإسرائيلية لأغراض إرشادية داخل إسرائيل، ووفق انتظار موافقة البلد المضيف المعني، بالاشتراك مع الكريستال الأحمر عند العمل في الخارج.

### الصليب الأحمر

رمز الصليب الأحمر

كان الصليب الأحمر على خلفية بيضاء هو رمز الحماية الأصلي الذي أُعلن عنه في اتفاقية جنيف لعام 1864. جاءت أفكار تقديم رمز حماية موحد ومحايد بالإضافة إلى تصميمه المحدد في الأصل من قبل د. لويس أبيا [الإنجليزية]، وهو جراح سويسري، والجنرال السويسري هنري دوفور، العضوان المؤسسان للجنة الدولية.
يرمز الصليب الأحمر إلى التعريف بالعاملين في المجال الطبي أثناء الحرب. جرى تعريف الصليب الأحمر كرمز للحماية في المادة 7 من اتفاقية جنيف لعام 1864، الفصل السابع («الشعار المميز») والمادة 38 من اتفاقية جنيف لعام 1949 («لتحسين حالة الجرحى والمرضى في القوات المسلحة في الميدان»). هناك اتفاق غير رسمي داخل حركة الصليب الأحمر والهلال الأحمر على أن شكل الصليب يجب أن يكون صليباً من خمسة مربعات. ومع ذلك، بغض النظر عن الشكل، يجب أن يكون أي صليب أحمر على خلفية بيضاء صالحاً ويتحتم الاعتراف به كرمز للحماية في النزاع. تستخدم 154 جمعية الصليب الأحمر كشعار رسمي لها من بين 190 جمعية وطنية معترف بها حالياً من قبل اللجنة الدولية للصليب الأحمر.

#### العلاقة بعلم سويسرا

العلم السويسري

وفقاً للجنة الدولية للصليب الأحمر، تشكل الشعار المعتمد من خلال عكس ألوان علم سويسرا. وقد سُجل ذلك رسمياً في مراجعة عام 1906 للاتفاقية. ومع ذلك، وفقاً للقاضي ومؤرخ الصليب الأحمر بيير بواسييه، لم يُعثر على دليل واضح على هذا الأصل؛ كما جرى الترويج لاحقاً لمفهوم أن التصميم اُختير لمجاملة البلد الذي عقدت فيه الاتفاقية التي اعتُمدت، لمواجهة اعتراضات تركيا بأن العلم كان رمزاً مسيحياً.

#### رموز مشابهة

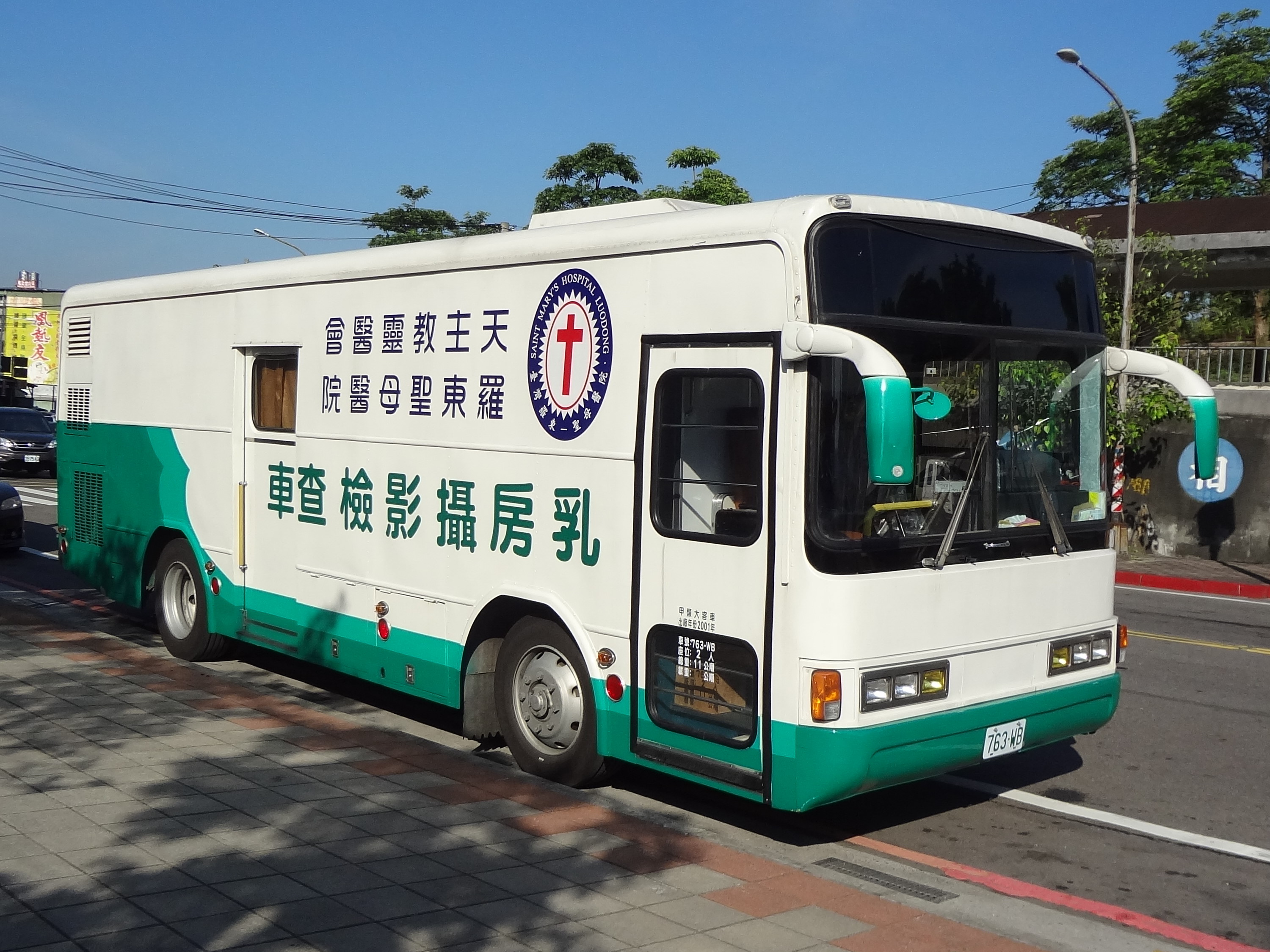
مركبة فحص تتبع مستشفى للكاميليين. المنظمة وشعارها، وهو صليب لاتيني أحمر، تسبقان الصليب الأحمر ولا علاقة لهما به.

تستخدم بعض الطوائف الدينية المسيحية والمنظمات المنحدرة من هذه الطوائف رموزاً تشبه الصليب الأحمر ولكنها لا علاقة لها به. وتشمل هذه فرسان سانتياغو، الذين يستخدمون صليب القديس جيمس الأحمر؛ الكاميليون [الإنجليزية]، الذين يستخدمون صليباً لاتينياً أحمراً؛ والمنظمات المنحدرة من فرسان الإسبتارية، والتي غالباً ما تستخدم صليب مالطي أبيض. تشارك بعض هذه المنظمات، مثل الكاميليون وفرسان مالطا، في العمل الإنساني أو الطبي.

### الهلال الأحمر

رمز الهلال الأحمر

استخدمت الدولة العثمانية الهلال الأحمر بدلاً من الصليب الأحمر لأن حكومتها اعتقدت أن الصليب من شأنه أن ينفر جنودها المسلمين خلال الحرب الروسية العثمانية (1877–1878). التزمت روسيا باحترام حرمة جميع الأشخاص والمرافق التي تحمل رمز الهلال الأحمر عندما طلبت اللجنة الدولية للصليب الأحمر ذلك منها في 1877، تبع ذلك التزام مماثل من الحكومة العثمانية باحترام الصليب الأحمر. أعلنت اللجنة الدولية للصليب الأحمر في 1878، بعد هذا التقييم الفعلي لتساوي صلاحية الرمزين، أنه من الممكن من حيث المبدأ اعتماد رمز حماية رسمي إضافي للدول غير المسيحية. اُعترف رسمياً بالهلال الأحمر في 1929 عند تعديل اتفاقيات جنيف (المادة 19). استُخدم الهلال الأحمر لأول مرة، بعد انهيار الدولة العثمانية، من قبل وريثتها تركيا، تلتها مصر. أصبح الهلال الأحمر الشعار التنظيمي لكل جمعية وطنية تقريباً في البلدان ذات الأغلبية المسلمة منذ الاعتراف الرسمي به حتى اليوم، باستثناء إندونيسيا. وقد غيرت الجمعيات الوطنية في بعض البلدان مثل باكستان (1974)، وماليزيا (1975)، وبنغلاديش (1989) اسمها وشعارها رسمياً من الصليب الأحمر إلى الهلال الأحمر. ويستخدم الهلال الأحمر 33 جمعية من أصل 190 جمعية معترف بها في جميع أنحاء العالم.